# Green Jellÿ
Green Jellÿ ist eine US-amerikanische Comedy-Rock-Band.

## Bandgeschichte

### Die frühen Jahre
1981 wurde die Band in Kenmore, New York (einer Vorstadt von Buffalo) als Green Jellö von dem Sänger Bill Manspeaker, dem Schlagzeuger Scott Smith, den Gitarristen Keith McCormack, Jim Laspesa, und Joe Cannizzaro (E-Bass) gegründet. Ihren ersten Auftritt hatten Green Jellö im Masonic Temple in Kenmore. Unter den Zuschauern befanden sich einige angetrunkene Rowdys, die während des Konzerts in die Küche des Masonic Temple eindrangen. Dort stahlen sie für die Band bestimmte Eiskremsandwiches und begannen diese auf die Bühne zu werfen. Am Ende des Konzerts war die Bühne ruiniert und Green Jellö musste für den Schaden aufkommen. Ein weiteres Konzert beim YMCA endete auch damit, dass die Band für die Reinigung bezahlen musste. Diesmal verspritzten sie Theaterblut auf dem Teppich und die Zuschauer bewarfen die Band mit mitgebrachter grüner Götterspeise (Jell-O).
Ebenfalls im Jahr 1984 veröffentlichten Green Jellö mit Let It Be ihre erste Platte auf ihrem eigenen Label American Jello Parti Productions, Inc. Es war eine 7-Inch 45 EP mit acht Songs. Im selben Jahr traten Green Jellö als Vorgruppe der Ramones auf und mussten sich von der wartenden Menge mit Pudding und Götterspeise bewerfen lassen. Unglücklicherweise befand sich aber auch noch das Equipment der Ramones auf der Bühne, welches in Pudding und Götterspeise versank. In einem Jahre später geführten Interview mit dem New York Rocker magazine bezeichnete Joey Ramone Green Jellö als „the worst (and messiest) band to ever open for the Ramones“, was von den Mitgliedern von Green Jellö als Lobpreisung aufgenommen wurde.

### Der Weg zum Erfolg
Im Jahr 1987 entschied sich die Band von Buffalo nach Hollywood, Kalifornien umzuziehen. Der Wendepunkt in ihrer Bandkarriere war das Jahr 1988. Die Band tourte auf der Gong Show und trat als „The World's Worst Band“ auf (diesen Titel beanspruchen allerdings mehrere Bands für sich). Dort traf man auf die Kollegen von Gwar, die ihnen zeigten, wie man aus Pappmaché, Drähten und Latex ein skurriles Bühnenoutfit und provokante Skulpturen herstellen konnte.
1989 veröffentlichten Green Jellö ihr zweites Album Triple Live Möther Gööse at Budokan. Danach begann die Band weitere Musiker zu rekrutieren u. a. den Schlagzeuger Danny Carey (später in Tool), die Gitarristen Marc Levinthal (Pippi Rockstocking), Steven Shenar (Sven Seven), C.J. Buscaglia (Jesus Quisp) und Bernie Peaks (Bernie Vicious) sowie den Bassisten Rootin' Bloomquist. Zu diesem Zeitpunkt hatte die Band insgesamt sechs Sänger (Bill Manspeaker, Joe Cannizzaro, Keith Matherne, Gary Helsinger, Greg Raynard und Maynard James Keenan) unter Vertrag. Außerdem hatte die Band mit Kim O’Donnell und Caroline Jester zwei weibliche Backgroundsängerinnen, von denen Kim O’Donnell zusätzlich noch für das Artwork, die Covergestaltung, Comics und Logos der Band verantwortlich war.
1991 wurde Green Jellö von dem Indie-Label Zoo Entertainment unter Vertrag genommen. Die Band veröffentlichte ihr drittes Album Cereal Killer nur als Video. Das Album wurde zum Underground-Hit und man verkaufte 100.000 Kopien. Vom Erfolg etwas überrascht veröffentlichte die Band im selben Jahr die EP Green Jellö SUXX, auf der vier Titel von Cereal Killer zu finden waren. Ein Jahr später entschloss man sich aus dem Video Cereal Killer doch noch ein Audioalbum zu machen und veröffentlichte dann Cereal Killer Soundtrack.

### Rechtsstreitigkeiten auf dem Höhepunkt
Die zunehmende Popularität führte 1992 zu einem Rechtsstreit wegen Verletzung des Urheberrechts mit der Firma Kraft Foods. Diese hatte unter dem Namen Jell-O eine Götterspeise markenrechtlich abgesichert. Green Jellö änderte ihren Namen in Green Jellÿ. Trotz der verschiedenen Schreibweise war die Aussprache beider Bandnamen identisch.
1993 wurde die Single Three Little Pigs veröffentlicht. Das Video zur Single lief in den Musikkanälen mehrfach täglich und brachte Green Jellÿ einen MTV Music Award sowie eine Nominierung zum Billboard Music Award. Der Song schaffte es in GB auf Platz 5, in Deutschland und den USA unter die Top-20. In diesem Aufwind erreichte auch das Album Cereal Killer Soundtrack den Goldstatus in den USA, Neuseeland und Kanada, Platin in Australien. Nach Angaben der Plattenfirma verkaufte man über 2½ Millionen Einheiten weltweit. Green Jellÿ tourten danach anderthalb Jahre lang durch Nordamerika und Europa.
Für Three Little Pigs musste sich die Band Plagiatsvorwürfe von den US-Hardcore-Kollegen von Mucky Pup gefallen lassen, zu rechtlichen Schritten kam es aber nie. Im selben Jahr wurden sie allerdings von Metallica verklagt, da sie Teile von Enter Sandman im Lied Electric Harley House (Of Love) verwendet hatten. Der Basslauf im Gitarrensolo war mit dem in Enter Sandman identisch. Green Jellÿ musste diesen Teil aus der späteren CD-Version des Albums Cereal Killer tilgen; das Video wurde von MTV zurückgezogen.

### Das Leben nach MTV
1994 spielte die Band einen Soundtrack für das Computerspiel Spider-Man & Venom: Maximum Carnage ein. Abgesehen von einigen Schnipseln, die Sequenzen im Computerspiel unterlegen, wurde dieses Album nicht veröffentlicht.
1995 erreichte Green Jellÿ mit ihrer (bisher) letzten offiziellen Single, einem Cover des alten Gary-Glitter-Titels Leader Of The Gang als Duett mit Hulk Hogan, Platz 25 in Großbritannien. Ein Jahr später, 1996, veröffentlichten sie ein Cover von Born to Be Wild für einen gleichnamigen Soundtrack.
Heute spielen Green Jellÿ gelegentlich Konzerte rund um Los Angeles. Bill Manspeaker ist als einziges Gründungsmitglied noch mit dabei. Insgesamt hat die Band inzwischen 204 offizielle Mitglieder.
Im Oktober 2009 wurde ein neues Album namens Musick to Insult Your Intelligence By veröffentlicht.

## Diskografie

### Studioalben
| Jahr | Titel                    | Höchstplatzierung, Gesamtwochen, AuszeichnungChartplatzierungen (Jahr, Titel, Platzierungen, Wochen, Auszeichnungen, Anmerkungen) | Höchstplatzierung, Gesamtwochen, AuszeichnungChartplatzierungen (Jahr, Titel, Platzierungen, Wochen, Auszeichnungen, Anmerkungen) | Höchstplatzierung, Gesamtwochen, AuszeichnungChartplatzierungen (Jahr, Titel, Platzierungen, Wochen, Auszeichnungen, Anmerkungen) | Höchstplatzierung, Gesamtwochen, AuszeichnungChartplatzierungen (Jahr, Titel, Platzierungen, Wochen, Auszeichnungen, Anmerkungen) | Höchstplatzierung, Gesamtwochen, AuszeichnungChartplatzierungen (Jahr, Titel, Platzierungen, Wochen, Auszeichnungen, Anmerkungen) | Anmerkungen                        |
| Jahr | Titel                    | DE | AT | CH | UK | US | Anmerkungen                        |
| ---- | ------------------------ | --- | --- | --- | --- | --- | ---------------------------------- |
| 1993 | Cereal Killer Soundtrack | DE29 (14 Wo.)DE | AT7 (10 Wo.)AT | CH24 (5 Wo.)CH | UK18 (10 Wo.)UK | US23 Gold · (26 Wo.)US | Erstveröffentlichung: 5. März 1993 |

Weitere Alben
- 1984: Let It Be (EP)
- 1989: Triple Live Möther Gööse at Budokan
- 1991: Green Jellö SUXX (EP)
- 1992: Cereal Killer
- 1994: 333
- 2009: Musick to Insult Your Intelligence By
- 2021: Garbage Band Kids

### Singles
| Jahr | Titel Album                                   | Höchstplatzierung, Gesamtwochen, AuszeichnungChartplatzierungen (Jahr, Titel, Album, Platzierungen, Wochen, Auszeichnungen, Anmerkungen) | Höchstplatzierung, Gesamtwochen, AuszeichnungChartplatzierungen (Jahr, Titel, Album, Platzierungen, Wochen, Auszeichnungen, Anmerkungen) | Höchstplatzierung, Gesamtwochen, AuszeichnungChartplatzierungen (Jahr, Titel, Album, Platzierungen, Wochen, Auszeichnungen, Anmerkungen) | Höchstplatzierung, Gesamtwochen, AuszeichnungChartplatzierungen (Jahr, Titel, Album, Platzierungen, Wochen, Auszeichnungen, Anmerkungen) | Höchstplatzierung, Gesamtwochen, AuszeichnungChartplatzierungen (Jahr, Titel, Album, Platzierungen, Wochen, Auszeichnungen, Anmerkungen) | Anmerkungen                                             |
| Jahr | Titel Album                                   | DE | AT | CH | UK | US | Anmerkungen                                             |
| ---- | --------------------------------------------- | --- | --- | --- | --- | --- | ------------------------------------------------------- |
| 1993 | Three Little Pigs Cereal Killer Soundtrack    | DE12 (15 Wo.)DE | AT18 (6 Wo.)AT | CH33 (3 Wo.)CH | UK5 (8 Wo.)UK | US17 Gold · (20 Wo.)US | Erstveröffentlichung: März 1993                         |
| 1993 | Anarchy in the U. K. Cereal Killer Soundtrack | — | — | — | UK27 (3 Wo.)UK | — | Erstveröffentlichung: August 1993 Original: Sex Pistols |
| 1993 | I’m the Leader of the Gang –                  | — | — | — | UK25 (7 Wo.)UK | — | Erstveröffentlichung: Dezember 1993 mit Hulk Hogan      |

Weitere Singles
- 1993: Electric Harley House (Of Love)
- 1993: House Me Teenage Rave
- 1994: The Bear Song
- 1994: Slave Boy

### Videoalben
- 1992: Cereal Killer (US: Gold)